# 芋窪村
芋窪村（いもくぼむら）は、神奈川県、東京府北多摩郡にかつて存在した村である。現在の東大和市の西部に位置しており、「芋窪」は東大和市の地名として現存する。古くは「井ノ窪」「井能窪」と記された。地名の由来は、自然薯がたくさんとれたためという説がある。

## 歴史

### 沿革
- 1889年（明治22年）4月1日 - 町村制の施行に伴い、神奈川県北多摩郡清水村、狭山村、高木村、奈良橋村、蔵敷村、芋窪村が町村組合を結成し、高木村外五ヶ村組合が発足[3]。
- 1893年（明治26年）4月1日 - 東京府へ移管[4]。
- 1919年（大正8年）11月1日 - 高木村外五ヶ村組合を廃止。各村が合併して大和村を新設[5]。同日芋窪村廃止。

## 交通

### 道路
- 青梅街道